# 愛德華·賴特 (數學家)
愛德華·賴特（英語：Edward Wright，1561年10月8日—1615年11月），文艺复兴时期欧洲英格兰数学家。在一次航海去亚速尔群岛后，他致力于航海误差方面的研究。他曾向东印度公司的成员就这一问题发表其演讲。